# Маріанна Бахмаєр
Маріанна Бахмаєр (нім. Marianne Bachmeier, 3 червня 1950, Зарштедт, Німеччина — 17 вересня 1996, Любек, Німеччина) — одна з найрезонансніших вігіланток, що застрелила вбивцю своєї доньки в залі окружного суду міста Любек у 1981 році.

## Життєпис
Маріанна Бахмайєр народилася 3 червня 1950 року.  Бахмаєр виросла в Зарштедті, куди її батьки втекли зі Східної Пруссії  (зараз - Калінінградська область). Її батько був членом Ваффен-СС, згодом мати розлучилась і одружилася з іншим чоловіком.
Бахмайєр виховувалася в консервативній родині з глибоко релігійними батьками. Її батько, який раніше був членом Waffen-SS, був стереотипною авторитарною фігурою, алкоголіком, який проводив більшу частину свого часу в барі неподалік від родинного дому. Їхнє сімейне життя не було приємним, і алкоголь робив її батька більш агресивним. Її батьки розлучилися, і її мати згодом вийшла заміж вдруге. Бахмайєр сприймалася як проблемний підліток,  як вона описувала, диктаторським вітчимом, і її мати врешті вигнала її з дому. У 1966 році, у віці 16 років, Бахмайєр народила свою першу дитину, яку віддала на усиновлення у немовлячому віці. Вона знову завагітніла у віці 18 років від свого хлопця. Бахмайєр була зґвалтована незадовго до народження своєї другої дитини. Її друга дитина також була віддана на усиновлення у немовлячому віці.
Бахмаєр почала зустрічатися з керівником "Tipasa", пабу, де вона працювала, у 1972 році. Вона завагітніла втретє у віці 22 років. 14 листопада 1972 року народилася третя дитина Бахмаєр, Анна, яку вона виховувала сама. В результаті Бахмаєр брала Анну на роботу в паб, і, як казали, вона ніколи не відчувала потреби поспішати додому після звичайних робочих годин за барною стійкою.
У двох документальних фільмах 1984 року, «Немає часу для сліз: Справа Бахмаєр» та «Мати Анни», Бахмаєр була зображена як мати-одиначка, яка працювала до пізньої ночі, а потім спала до дня, залишаючи свою семирічну дочку саму протягом дня. Бахмаєр усвідомлювала свій проблемний спосіб життя і хотіла віддати Анну на усиновлення. Друзі пізніше розповідали, що вона ставилася до Анни як до маленької дорослої, і з раннього віку очікувала, що вона буде багато чого робити самостійно. Анна часто спала в барі, поки її мати розважалася. За словами подруги Бахмаєр, Анна була жвавою дитиною, яка ніколи не мала справжнього приємного сімейного життя.

### Вбивство доньки
5 травня 1980 року 7-річна Анна Бахмаєр посварилася з матір'ю і вирішила не піти до школи. Анну викрав Клаус Грабовскі, 35-річний м'ясник, будинок якого вона відвідувала, щоб гратись з його котами. Він утримував Анну в підвалі протягом кількох годин, здійснював над нею сексуальне насильство і зрештою задушив її колготами своєї нареченої. За словами прокурора, він зв'язав дівчинку і запакував її до коробки, яку потім залишив біля канави. Наречена видала його поліції.
Клаус Грабовскі до цього вже був засуджений за сексуальне насильство над двома дівчатами. В 1976 році він добровільно пройшов хімічну кастрацію, хоча, як пізніше стало відомо, він таємно вживав гормональні препарати, намагаючись відновитись після кастрації. Після арешту Грабовскі стверджував, що не мав наміру ґвалтували Анну. Він сказав, що 7-річна Анна почала зваблювати і шантажувати його, тому через страх повернутися до в'язниці він її вбив. Нібито дівчинка мала розповісти матері про те, що він торкався її в заборонених місцях, якщо він не дасть їй грошей.

### Суд
6 березня 1981 року, на третій день суду, Маріанна Бахмаєр таємно пронесла пістолет Beretta 70 до будівлі окружного суду міста Любек і вистрілила у спину Клаусові Грабовскі, який зізнався у вбивстві її доньки. Вона націлила пістолет на його спину і натиснула на гачок 8 разів. Сім куль потрапили в Клауса, і він помер практично миттєво.
Це стало, ймовірно, найвідомішим випадком вігілантизму (покарання в обхід правових процедур) в історії ФРН. Подія викликала резонанс та широке висвітлення в ЗМІ, телевізійні групи з усього світу приїхали до Любека, щоб зробити репортаж.
Значна частина суспільства з розумінням поставилася до вчинку Бахмаєр. Жінка продала ексклюзивну історію свого життя для журналу Stern за 250 000 німецьких марок.

### Вирок за вбивство
2 листопада 1982 року розпочався судовий процес над Маріанною  Бахмаєр за звинуваченнями в умисному вбивстві Клауса Грабовскі. Пізніше прокуратура зняла звинувачення в умисному вбивстві. Після 28 днів слухань справи, 2 березня 1983 року, її засудили за вбивство та незаконне володіння вогнепальною зброєю до шести років в'язниці. Бахмаєр звільнили достроково з випробувальним терміном після трьох років ув'язнення.

### Подальше висвітлення у ЗМІ
У 1994 році, через тринадцять років після стрілянини, Бахмайєр дала інтерв'ю радіостанції Deutschlandfunk. Того ж року її автобіографія з'явилася у німецькому видавництві Schneekluth-Verlag. 21 вересня 1995 року вона з'явилася на телевізійному ток-шоу Fliege на каналі Das Erste, де зізналася, що застрелила Грабовського після ретельного обдумування, щоб здійснити над ним правосуддя і запобігти подальшому поширенню ним брехні про Анну. У документальному фільмі ARD 2006 року колишній друг також розповів, що Бахмайєр репетирувала стрільбу в підвалі під Tipasa після вбивства Анни. Бахмайєр ніколи не висловлювала каяття за свій акт помсти.

### Подальше життя
Маріанна Бахмаєр одружилася в 1985 році і разом з чоловіком в 1988 році переїхала до Лагосу, Нігерія, де він викладав у німецькій школі. Вони розлучились в 1990 році й Бахмаєр переїхала до Сицилії. Після того, як їй діагностували рак, вона повернулася до Німеччини.
21 вересня 1995 року Бахмаєр з'явилась на інтерв'ю в ток-шоу Fliege на телеканалі Das Erste. Вона розповіла, що застрелила вбивцю своєї доньки, попередньо все обміркувавши. Її метою було забезпечити дотримання справедливості та запобігти подальшому поширенню брехні про її дочку Анну.
17 вересня 1996 року Бахмаєр померла у віці 46 років в лікарні Любека через рак підшлункової залози. Незадовго до смерті вона попросила репортера телекомпанії NDR Лукаса Марію Бомер зафільмувати кінець її життя. Похована поряд з донькою Анною на кладовищі Любека.

## У популярній культурі

### П'єси
На початку 1980-х років, театральний колектив "Анна", група у складі Aida Jordão, Suzanne Odette Khuri, Ann-Marie MacDonald, Patricia Nichols, Baņuta Rubess, Tori Smith, Barb Taylor і Maureen White, почали роботу над театральною п'єсою про Бахмайєр. Коротка версія п'єси була вперше показана у 1983 році. Повна версія п'єси, This is for You, Anna, відбулася у 1984 році.

## Фільми
- 1984: Annas Mutter – Режисер: Буркхард Дріст (з Гудрун Ландгребе(інші мови))
- 1984: Der Fall Bachmeier – Keine Zeit für Tränen – Режисер: Харк Бем (з Марі Колвін)
- 1996: Das langsame Sterben der Marianne Bachmeier – Режисер: Лукас Марія Бомер
- 1993: Самосуд матері: Справа Маріанни Бахмайєр (нім. Selbstjustiz einer Mutter: Der Fall Marianne Bachmeier) інтерв'ю з Бахмайєр телеканалу Mirror TV[23]
- 2006: Документальний фільм: Die Rache der Marianne Bachmeier,  в серії ARD Die großen Kriminalfälle(інші мови) (Staffel 5, Folge 28)
- 2016: Документальний фільм: Wenn Frauen töten: Marianne Bachmeier, в серії ZDF Aufgeklärt – Spektakuläre Kriminalfälle
- 2021: Документальний фільм: Das langsame Sterben der Marianne Bachmeier
- 2021: Документальний фільм: Tödliche Schüsse im Gerichtssaal | Der Fall Marianne Bachmeier на YouTube-каналі Der Fall

### Книги
- Bachmeier, Marianne (1994). Palermo, Amore mio: [Roman] (італ.). München: Schneekluth. ISBN 3-7951-1357-1. OCLC 33069444.